# Haakon VII:s frihetskors

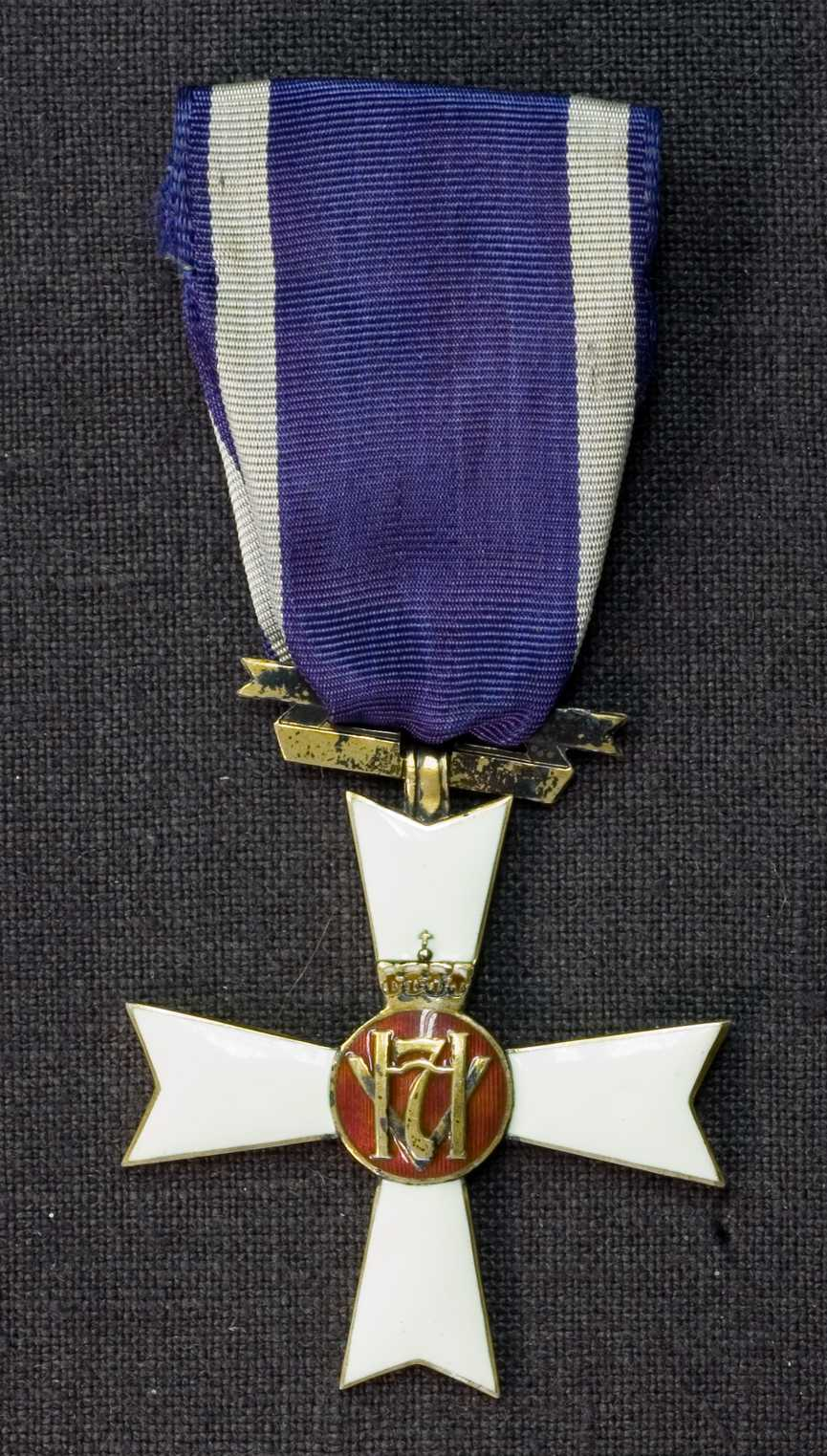
Haakon VII:s frihetskors.
Bild frisläppt av Armémuseum.

Haakon VII:s frihetskors är en norsk utmärkelse från andra världskriget, instiftad den 18 maj 1945. Utmärkelsen delas ut till norska och utländska militärer och civila för framstående militär eller civil insats under krig, både i strid och i administrativ tjänst.